# Венера Милосская с ящиками
«Венера Милосская с ящиками» (Venus de Milo with Drawers) — скульптура испанского художника Сальвадора Дали, созданная в 1936 году, производная работа от знаменитой античной статуи.

## Концепция
Дали под влиянием работ Зигмунда Фрейда воплотил идею шкафа, превращенного в женскую фигуру, которую он назвал «антропоморфным шкафом». «Венера Милосская с ящиками» — это кульминация его исследований глубоких психологических тайн сексуального желания, которые символизируются в образе древней богини любви.
В «Тайной жизни Сальвадора Дали» он рассказывает, что мальчиком сделал копию этой скульптуры из глины и как эта первая попытка работы в технике скульптуры вызвала у него «безошибочное и восхитительное эротическое удовольствие». Позже, в интервью, которое он дал журналу Playboy в 1964 году, Дали объяснил, что «с добавлением ящиков можно заглянуть внутрь тела Венеры Милосской и ощутить душу: таким образом Дали создает фрейдистский и христианский облик в греческой цивилизации». Дали говорил: «Фрейд открыл мир подсознания на вздутых поверхностях древних тел, а Дали врезал в него ящики».
Как пишут, искусствоведы, протыкая знаменитую «Венеру», Дали прибегает к двум своим любимым приемам: искажению классического символа и противопоставлению живого и неодушевленного. Дали был вдохновлен психоаналитической интерпретацией снов Фрейдом. Ящики могут представлять собой области нашего бессознательного, открыть которые способен только психоанализ. Говоря о значении открытых ящиков, Дали заявил: «Они иллюстрируют определённую самоуспокоенность в запахе нарциссических приказов, исходящих из каждого из наших ящиков».
Ещё одно замечательное изображение Дали ящиков в человеке — картина «Антропоморфный кабинет» (1936, Коллекция произведений искусства Северного Рейна-Вестфалии, Дюссельдорф, Германия), изображающая лежащего мужчину.

## Предмет
Фигура статуи искажена выдвижными ящиками, у которых вместо ручек находятся помпоны из меха норки.
Дали наметил, где должны быть ящики, а Марсель Дюшан, к которому Дали относился с огромным уважением, сделал форму для отливки.
Вероятно, что эта самая гипсовая скульптура была частью эфемерной инсталляции на выставке Сальвадора Дали 1939 года, проходившей в галерее Жюльена Леви в Нью-Йорке.
С той же формы в 1964 году была сделана серия новых отливок. В 1988 году была сделана серия в бронзовой патине.
Оригинал 1936 года находился в частной коллекции, с 2005 года стал частью собрания Художественного института Чикаго. Поздние отливки находятся в других собраниях, в частности, в Музее Дали во Флориде (1964), Музее Медоуз в Далласе (1971).